# Studium Słowiańskie UJ
Studium Słowiańskie UJ – jednostka w ramach Wydziału Filozoficznego UJ, istniejąca w latach 1925–1951 i obejmująca katedry literatury i języków słowiańskich, etnografii oraz sztuki Słowian.